# LGBT práva v Austrálii a Oceánii
Austrálie a Oceánie má tak jako ostatní kontinenty velmi rozmanitý přístup v zákonech týkajících se homosexuality. Škála se pohybuje v rozmezí od vysoké úrovně práv LGBT komunity, včetně práva na uzavřené manželství, na Novém Zélandu a Pitcairnových ostrovech po trestnost homosexuálního styku v 6 zemích a jednom teritoriu.

## Legislativa podle států a teritorií
| Legislativa v zemi:          | Legální stejnopohlavní styk | Stejnopohlavní soužití | Stejnopohlavní manželství  | Homoparentální osvojení                                                                                            | Antidiskriminace (sexuální orientace)                                                              |
| ---------------------------- | --- | --- | -------------------------- | --- | -------------------------------------------------------------------------------------------------- |
| Austrálie                    | Legální celostátně od r. 1994. + podepsána deklarace Spojených národů                                                                     | Neregistrované soužití de facto ve všech státech a pod federálními zákony. Registrované partnerství v celé Austrálii mimo Severní teritorium a Západní Austrálii | Legální od r. 2017         | / Zakázáno v Jižní Austrálii a Severním teritoriu. Queensland umožňuje pouze pěstounskou péči homosexuálních párů. | Zakazuje veškerou anti-gay diskriminaci                                                            |
| Federativní státy Mikronésie | Legální (nikdy nebl trestný) + podepsána deklarace Spojených národů                                                                       | Ne | Ne                         | Ne | Zakazuje veškerou anti-gay diskriminaci                                                            |
| Fidži                        | Legální od r. 2010+ podepsána deklarace Spojených národů                                                                                  | Ne | Ne                         | Ne | Ústava z r. 2013 zakazuje jak diskriminaci jiných sexuálních orientací, tak i genderových identit. |
| Kiribati                     | Mužský ilegální (Trest: 5-14 let; nevymáháno + navržena legalizace) Ženský legální                                                        | Ne | Ne                         | Ne | Částečně zakazuje anti-gay diskriminaci                                                            |
| Marshallovy ostrovy          | Legální od r. 2005 + podepsána deklarace Spojených národů                                                                                 | Ne | Ne                         | Ne | Ne                                                                                                 |
| Nauru                        | Legální od r. 2016 + podepsána deklarace Spojených národů                                                                                 | Ne | Ne                         | Ne | Ne                                                                                                 |
| Nový Zéland                  | Legální od r. 1986. + podepsána deklarace Spojených národů                                                                                | Legální od r. 2004 | Legální od r. 2013         | Legální od r. 2013                                                                                                 | Zakazuje veškerou anti-gay diskriminaci                                                            |
| Palau                        | Legální od r. 2014 + podepsána deklarace Spojených národů                                                                                 | Ne | (Ústavní zákaz od r. 2008) | Ne | Ne                                                                                                 |
| Papua Nová Guinea            | Mužský ilegáln (Trest: 3 až 14 let ve vězení; nevymáháno + navržena legalizace) Ženský vždy legální                                       | Ne | Ne                         | Ne | Ne                                                                                                 |
| Samoa                        | Mužský ilegáln (Trest: 5 až 7 let ve vězení; nevymáháno + navržena legalizace) Ženský vždy legální + podepsána deklarace Spojených národů | Ne | Ne                         | Ne | Částečně zakazuje anti-gay diskriminaci                                                            |
| Šalomounovy ostrovy          | Ilegální (Trest: až 14 let ve vězení; nevymáháno)                                                                                         | Ne | Ne                         | Ne | Ne                                                                                                 |
| Tonga                        | Mužský ilegální (Trest: až 10 let vězení; nevymáháno) Ženský legální                                                                      | Ne | Ne                         | Ne | Ne                                                                                                 |
| Tuvalu                       | Mužský ilegální (Trest: až 14 let vězení; nevymáháno + navržena legalizace) Ženský legální + podepsána deklarace Spojených národů         | Ne | Ne                         | Ne | Částečně zakazuje anti-gay diskriminaci                                                            |
| Vanuatu                      | Legální od r. 2007 + podepsána deklarace Spojených národů                                                                                 | Ne | Ne                         | Ne | Částečně zakazuje anti-gay diskriminaci                                                            |